# 尖吻鮫科
尖吻鮫科（學名：Mitsukurinidae），又名尖吻鯊科、劍吻鯊科，屬於鯊魚家族的一科，現在僅現存一屬尖吻鲛屬，其餘的Anomotodon屬、原剑吻鲨属(Protoscapanorhynchus)、 伪剑吻鲨属(Pseudoscapanorhynchus)、Woellsteinia屬和劍吻鯊屬（Scapanorhynchus）都已滅絕。然而部分生物分類學家認為劍吻鯊屬可能為尖吻鯊屬的異名。現在已知現存於世上的只有一種，那就是歐氏尖吻鮫（Mitsukurina owstoni）。
歐氏尖吻鮫最明顯的特徵在於其灰匙狀如喙的鼻吻，較其他鯊魚都來得長。延長的鼻吻上具有感測器官可以用來接收獵物所發出來的弱電訊號。牠們的上下顎可以伸縮，可以突然伸出攫取獵物。當顎收縮時，歐氏尖吻鯊外型與沙虎鯊相似，只是多了尖吻。由於這個尖吻很像哥布林的長鼻子，因此又名哥布林鯊。自 1897 年，僅有約 50 次歐氏尖吻鯊的目擊記錄。